# Terabyte
Terabyte (TB) este o unitate pentru informații digitale utilizată pentru a desemna capacitatea de stocare pe hard disk, sau memorie USB. Prefixul tera provine din grecescul τέρας, care înseamnă „monstru” sau „bestie”. În Sistemul Internațional de Unități (SI), tera reprezintă valoarea de un trilion (1012).
1 TB = 1 000 gigabyte = 1 000 000 megabyte = 1 000 000 000 000 (1012) byte (SI).
Când se face referire la cantitățile binare (baza 2), se folosește o unitate înrudită numită tebibyte (TiB) echivalent cu 240 sau 10244  byte.
1 TiB = 1 024 gigabyte = 1 048 576 megabyte = 1 099 511 627 776 (10244 sau 240) byte (ICE).
1 TB = 0,9095 TiB
Prefixul tebibyte nu a fost încă adoptat pe scară largă de comunitatea de calculatoare, ci doar de majoritatea producătorilor de dispozitive de stocare. Primul hard disk de 1 TB, Deskstar 7K1000, a fost produs de Hitachi, în anul 2007.  Kingston a produs în 2013 DataTraveler HyperX Predator 3.0, o unitate memorie USB cu capacitatea de 1 TB.

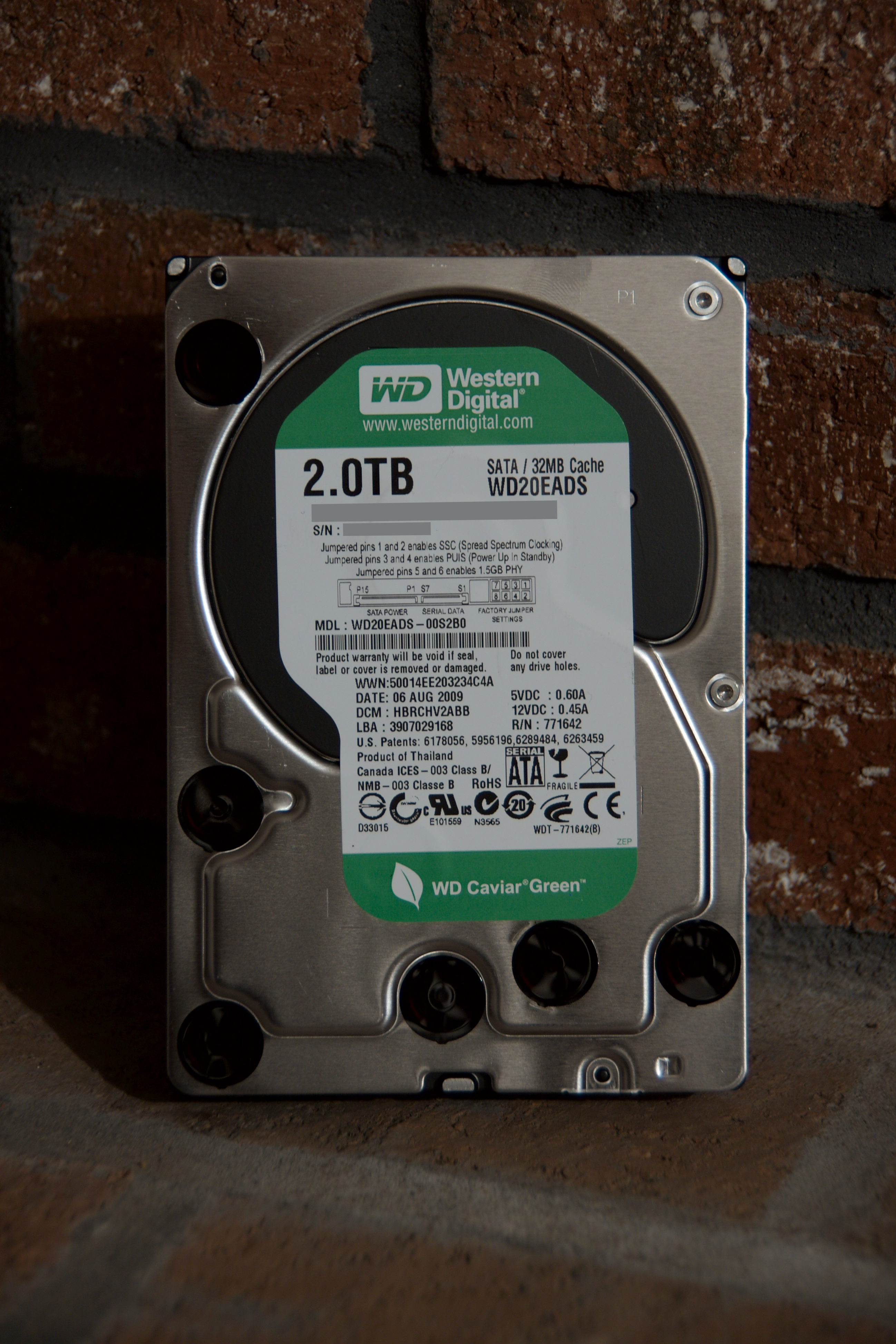
Hard disk de 2 terabyte

La începutul anului 2019, unitățile hard disk pentru desktop PC, aveau de obicei o capacitate de 1 ... 6 terabyte, cele mai mari ajungând la 15 terabyte. Unitățile SSD pot avea până la 100 TB de stocare.
Terabyte este încă utilizat în mod obișnuit în unele sisteme de operare, în principal Microsoft Windows, pentru capacitatea unității de disc. 
Un terabyte de informație poate conține:
- 262.144 fișiere audio MP3 (cu dimensiunea medie a fișierului de 4 MB).
- 233 DVD-uri de 4,38 GB.
- 40 discuri Blu-ray de 25 GB.